# Xenoencyrtus
Xenoencyrtus is een geslacht van vliesvleugeligen uit de familie Encyrtidae. De wetenschappelijke naam van dit geslacht is voor het eerst geldig gepubliceerd in 1962 door Riek.

## Soorten
Het geslacht Xenoencyrtus omvat de volgende soorten:
- Xenoencyrtus brevimalarus Xu, 2004
- Xenoencyrtus hemipterus (Girault, 1915)
- Xenoencyrtus megymeni (Dodd, 1917)
- Xenoencyrtus niger Riek, 1962
- Xenoencyrtus rubricatus Riek, 1962